# Brachirus
Brachirus là một chi cá cỡ vừa và nhỏ trong họ cá bơn. 

## Các loài
Có 18 loài hiện hành được ghi nhận trong chi này:
- Brachirus aenea (H. M. Smith, 1931)
- Brachirus annularis Fowler, 1934 (Annular sole)
- Brachirus aspilos (Bleeker, 1852)
- Brachirus dicholepis (W. K. H. Peters, 1877)
- Brachirus elongatus (Pellegrin & Chevey, 1940) (Mekong blind sole)
- Brachirus harmandi (Sauvage, 1878)
- Brachirus heterolepis (Bleeker, 1856)
- Brachirus macrolepis (Bleeker, 1858)
- Brachirus muelleri (Steindachner, 1879) (Tufted sole)
- Brachirus niger (W. J. Macleay, 1880) (Black sole)
- Brachirus orientalis (Bloch & J. G. Schneider, 1801) (Oriental sole)
- Brachirus pan (F. Hamilton, 1822) (Pan sole)
- Brachirus panoides (Bleeker, 1851)
- Brachirus selheimi (W. J. Macleay, 1882) (Selheim's sole)
- Brachirus siamensis (Sauvage, 1878)
- Brachirus sorsogonensis (Evermann & Seale, 1907) (One-eyed sole)
- Brachirus swinhonis (Steindachner, 1867)
- Brachirus villosus (M. C. W. Weber, 1907)